# 1932 au Yukon
Chronologie du Yukon
- 1928
- 1929
- 1930
- 1931
- 1932
- 1933
- 1934
- 1935
- 1936

Cette page concerne des événements d'actualité qui se sont produits durant l'année 1932 dans le territoire canadien du Yukon.

## Politique
- Commissaire de l'or puis Chef exécutif : George Ian MacLean (en) (jusqu'au 30 juin) puis George A. Jeckell
- Législature : 9e

## Événements
- 13 février : Accusé du meurtre dans la Rivière Peel, Albert Johnson surnommé Mad Trapper est abattu par la Gendarmerie royale du Canada près d'Eagle River .

## Naissances
- Fred Berger (en), chef du Nouveau Parti démocratique du Yukon († 2009)

## Décès
- 13 février : Albert Johnson surnommé Mad Trapper, criminel
- 13 mars : Frederick Tennyson Congdon (en), commissaire du Yukon et député fédéral du Yukon (1908-1911) (º 16 novembre 1858)
- 14 décembre : James Hamilton Ross (en), commissaire du Yukon, président de l'Assemblée législative des Territoires du Nord-Ouest et premier député fédéral du Yukon (1902-1904) (º 12 mai 1856)